# A Public Affair
| Recensione     | Giudizio |
| -------------- | -------- |
| AllMusic       |          |
| The Guardian   |          |
| Rolling Stone  |          |
| Slant Magazine |          |

A Public Affair è il quarto album in studio della cantante pop americana Jessica Simpson, pubblicato il 26 agosto 2006 dalla Epic Records.
Il disco è il primo lavoro della cantante in seguito al divorzio da Nick Lachey.

## Video
Nel video musicale della title track appaiono le attrici Christina Applegate, Maria Menounos ed Eva Longoria, oltre alla cantante dance pop Christina Milian.

## Accoglienza
Il disco ha ricevuto recensioni miste da parte della critica specializzata. Ciononostante, vari recensori hanno descritto l'album come il migliore della carriera di Jessica Simpson.

## Tracce
1. A Public Affair – 3:22
2. You Spin Me Round (like a Record) – 3:50 – cover dei Dead or Alive
3. B.O.Y. – 3:22
4. If You Were Mine – 3:18
5. Walkin' 'Round in a Circle – 4:40
6. The Lover in Me – 3:41
7. Swing with Me – 3:26
8. Push Your Tush – 4:48
9. Back to You – 4:12
10. Between You & I – 4:58
11. I Don't Want to Care – 3:57
12. Fired Up – 3:59
13. Let Him Fly – 3:16

Tracce bonus
1. I Belong to Me – 3:40
2. These Boots Are Made for Walkin' (UK Bonus Track) – 3:59
3. A Public Affair [Enhanced Video] (UK Bonus Track) – 4:07